# Trust (Fernsehserie)
Trust ist eine US-amerikanische Fernsehserie des Senders FX Network.
Ähnlich Ridley Scotts ungefähr zeitgleich entstandenem Film Alles Geld der Welt dreht sich die Serie um die Entführung von John Paul Getty III, der hier von Harris Dickinson verkörpert wird. Donald Sutherland ist als J. Paul Getty zu sehen, Hilary Swank als Gail Getty, Brendan Fraser als James Fletcher Chace und Michael Esper als John Paul Getty II.
Ihre deutschsprachige Premiere sollte die Serie ursprünglich im Mai 2018 bei Sky Atlantic HD haben, diese wurde jedoch auf unbestimmte Zeit verschoben. Später wurden lizenzrechtliche Schwierigkeiten angegeben. Eine deutschsprachige Synchronfassung war durch die Berliner Interopa Film bereits entstanden. Im Endeffekt wurde die Serie ab dem 1. November 2020 beim Streaminganbieter Starzplay veröffentlicht.